# عبدالحمید معافیان
عبدالحمید معافیان (زاده ۱۳۳۶ - در شیراز، استان فارس) از اعضای ارشد شورای هماهنگی اصلاح طلبان فارس است. معافیان دانش‌آموخته مهندسی مکانیک از دانشگاه شیراز است که پیشتر در سمت معاونت اجتماعی سازمان مدیریت و برنامه‌ریزی کشور مشغول بوده‌است. معافیان در سال ۹۶ ریاست ستاد کل انتخاباتی حسن روحانی و در سال ۸۸ ریاست ستاد اصلاح‌طلبان حامی میرحسین موسوی در استان فارس را بر عهده داشته‌است.

## زندگی شخصی و سابقه کاری
معافیان از ابتدای سال ۱۳۶۰ به عنوان مدیر هنرستان در شیراز، دوران مدیریت خود را شروع کرد، در سال ۱۳۶۵ معاون فنی اداره کل آموزش و پرورش استان فارس شده و در سال ۶۷ مدیریت اداره کل آموزش و پرورش فارس را بر عهده می‌گیرد.
وی در سال ۱۳۷۴ با حکم وزیر رئیس آموزش و پرورش استثنایی می‌شود و در سال ۷۶ مشاور رئیس و مدیر کل حوزه ریاست و امور بین‌الملل سازمان مدیریت و برنامه‌ریزی کشور منصوب می‌شود.
معافیان تا سال ۸۰ در این سمت فعالیت می‌کند و در همین سال به عنوان رئیس سازمان صنایع و معادن استان فارس منصوب می‌شود. وی همچنین در کارنامه خود سمت‌های همچون رئیس سازمان مدیریت و برنامه‌ریزی استان فارس و معاون اجتماعی سازمان مدیریت و برنامه‌ریزی کشور نیز دارد. وی در نیمه دوم سال ۸۴ بازنشسته می‌شود و پس از آن در هیئت مدیره شرکت‌های بخش خصوصی فعالیت می‌کند.

## انتخابات ریاست جمهوری سال ۱۳۸۸

### سفر خاتمی به شیراز
در جریان تبلیغات انتخابات ریاست جمهوری سال ۱۳۸۸، معافیان ریاست ائتلاف اصلاح‌طلبان استان فارس را برعهده داشت که در آن زمان سید محمد خاتمی با اعلام کاندیداتوری خود اولین سفر انتخاباتی خود را به شیراز انجام داد. در جریان این سفر فرماندار اصولگرای دولت نهم از سخنرانی و حضور خاتمی در صحن شاهچراغ جلوگیری کرد. در این سفر معافیان مسولیت هماهنگی سخنرانی خاتمی در شیراز را بر عهده داشت.

### انصراف خاتمی و حمایت از میرحسین موسوی
پس از انصراف خاتمی از رقابت‌های انتخاباتی سال ۱۳۸۸، معافیان در مجموعه ائتلاف اصلاح‌طلبان فارس مسوولیت ستاد اصلاح طلبان حامی میرحسین موسوی را بر عهده داشت.

### بازداشت
پس از موج گسترده بازداشت مخالفان و اصلاح‌طلبان پس از انتخابات ریاست جمهوری، در سال ۱۳۹۰ معافیان به همراه دیگر اعضای ارشد ائتلاف اصلاح‌طلبان فارس توسط مأموران اداره اطلاعات شیراز بازداشت و به بازداشتگاه پلاک ۱۰۰ شیراز منتقل شد. معافیان بیش از یک‌ماه در این بازداشتگاه تحت کنترل نیروهای امنیتی بود.

## دولت روحانی
معافیان در انتخابات سال ۹۲ از اعضای ارشد اصلاح‌طلبان حامی روحانی در انتخابات ریاست جمهوری آن سال بود. پس از پیروزی روحانی در انتخابات وی یکی از گزینه‌های استانداری فارس بود. معافیان در سال ۹۶ نیز ریاست کل ستاد انتخاباتی روحانی در فارس را برعهده داشت.

## شهرداری شیراز
معافیان در شورای پنجم شهر شیراز با رای همه ۱۳ اعضای این شورا به عنوان شهردار شیراز انتخاب شد اما پس از گذشت هفته‌ها حکم شهرداری وی توسط وزارت کشور صادر نشد و در نهایت شورای شهر حیدر اسکندرپور را به عنوان شهردار برگزید.